# Peachy Kellmeyer
Fern « Peachy » Kellmeyer (née le 19 février 1944 à Wheeling en Virginie-Occidentale) est une joueuse américaine de tennis. Joueuse de haut niveau aux États-Unis, elle a contribué à changer le tennis féminin en tant qu'administratrice.
Kellmeyer est étudiante à la Florida Atlantic University. Championne junior dans les années 1950, elle est no 1 de l'équipe féminine de l'université de Miami et devient la première femme à intégrer une équipe masculine de 1re division. Engagée en tant que directrice d'éducation physique et entraineur au Florida's Marymount College en 1966, Kellmeyer réussit dans les années 1970 à faire abroger une règle de l'Association for Intercollegiate Athletics for Women (AIAW) empêchant l’apprentissage de l'athlétisme aux femmes – se basant sur le Titre IX qui interdit toute discrimination sur la base du sexe dans les programmes d'éducation.
En 1973, Kellmeyer est désignée par Gladys Heldman première présidente du tout nouveau circuit Virginia Slims. Elle œuvre alors à la pérennisation des nouveaux tournois ainsi qu'à l'augmentation de leurs dotations financières. En 1977, elle organise les premiers Masters de tennis féminin au Madison Square Garden.
Peachy Kellmeyer est vice-présidente senior du WTA Tour.

## Palmarès (partiel)

### Titre en simple dames
| No | Date | Nom et lieu du tournoi            | Catégorie | Surface    | Finaliste       | Score           |  |
| -- | ---- | --------------------------------- | --------- | ---------- | --------------- | --------------- |  |
| 1  | 1961 | Cincinnati tournament, Cincinnati |           | Dur (ext.) | Carole Caldwell | 3-6, 12-10, 7-5 |  |

### Finale en simple dames
| No | Date | Nom et lieu du tournoi            | Catégorie | Surface    | Vainqueure         | Score    |  |
| -- | ---- | --------------------------------- | --------- | ---------- | ------------------ | -------- |  |
| 1  | 1966 | Cincinnati tournament, Cincinnati |           | Dur (ext.) | Peaches Bartkowicz | 6-3, 6-3 |  |

### Titre en double dames
| No | Date | Nom et lieu du tournoi           | Catégorie | Surface    | Partenaire         | Finalistes             | Score    |  |
| -- | ---- | -------------------------------- | --------- | ---------- | ------------------ | ---------------------- | -------- |  |
| 1  | 1966 | Cincinnati tournament Cincinnati |           | Dur (ext.) | Peaches Bartkowicz | Patsy Rippy Becky Vest | 6-1, 6-4 |  |

### Finale en double dames
| No | Date | Nom et lieu du tournoi           | Catégorie | Surface    | Vainqueures                  | Partenaire  | Score    |  |
| -- | ---- | -------------------------------- | --------- | ---------- | ---------------------------- | ----------- | -------- |  |
| 1  | 1961 | Cincinnati tournament Cincinnati |           | Dur (ext.) | Carole Caldwell Cathie Gagel | Lynn Haines | 6-4, 8-6 |  |

## Parcours en Grand Chelem (partiel)

### En simple dames
| Année | Championnat d'Australie | Championnat d'Australie | Internationaux de France | Internationaux de France | Wimbledon      | Wimbledon    | US National     | US National      |
| ----- | ----------------------- | ----------------------- | ------------------------ | ------------------------ | -------------- | ------------ | --------------- | ---------------- |
| 1959  | -                       | -                       | -                        | -                        | -              | -            | 2e tour (1/16)  | Jeanne Arth      |
| 1960  | -                       | -                       | -                        | -                        | -              | -            | 3e tour (1/8)   | Nancy Richey     |
| 1961  | -                       | -                       | -                        | -                        | -              | -            | 1er tour (1/32) | Donna Floyd      |
| 1962  | -                       | -                       | -                        | -                        | -              | -            | 3e tour (1/16)  | Dorothy Knode    |
| 1963  | -                       | -                       | -                        | -                        | -              | -            | 3e tour (1/16)  | Věra Suková      |
| 1964  | -                       | -                       | -                        | -                        | 2e tour (1/32) | Gudrun Rosin | 2e tour (1/32)  | Justina Bricka   |
| 1965  | -                       | -                       | -                        | -                        | -              | -            | 2e tour (1/16)  | Nancy Richey     |
| 1966  | -                       | -                       | -                        | -                        | -              | -            | 1er tour (1/32) | Stephanie Defina |

À droite du résultat, l’ultime adversaire.

### En double dames
| Année | Championnat d'Australie | Championnat d'Australie | Internationaux de France | Internationaux de France | Wimbledon                 | Wimbledon                 | US National                   | US National                |
| ----- | ----------------------- | ----------------------- | ------------------------ | ------------------------ | ------------------------- | ------------------------- | ----------------------------- | -------------------------- |
| 1964  | -                       | -                       | -                        | -                        | 1er tour (1/32) S. Defina | A. Dmitrieva Sonja Pachta | 2e tour (1/16) C. Southmayd   | J. Bricka Carol Hanks      |
| 1965  | -                       | -                       | -                        | -                        | -                         | -                         | 2e tour (1/8) C. Southmayd    | Nell Truman Virginia Wade  |
| 1966  | -                       | -                       | -                        | -                        | -                         | -                         | 1er tour (1/32) Wendy Overton | Esme Emanuel Maryna Godwin |

Sous le résultat, la partenaire ; à droite, l’ultime équipe adverse.